# Ryba (freestyler)
Ryba, właśc. Patryk Karaś (ur. 26 stycznia 1992) – polski freestyler, raper i freak fighter. Zwycięzca WBW (Wielka Bitwa Warszawska) w roku 2018. Dwukrotnie zajął także trzecie miejsce na WBW w latach 2015 i 2016.

## Freestyle

### WBW (Wielka Bitwa Warszawska)[4]
| Bitwa    | Data       | Przeciwnik | Wynik     |
| -------- | ---------- | ---------- | --------- |
| WBW 2015 | 28.11.2015 | Edzio      | 3 miejsce |
| WBW 2016 | 26.11.2016 | Bober      | 3 miejsce |
| WBW 2018 | 24.11.2018 | Milan      | Mistrz    |

### Inne bitwy
| Bitwa                            | Data       | Przeciwnik      | Wynik     |
| -------------------------------- | ---------- | --------------- | --------- |
| Bitwa o Propsy                   | 10.04.2015 | MC BLANTY KRĘCĘ | 3 miejsce |
| Bitwa o Grunwald                 | 21.05.2015 | Fugu            | 3 miejsce |
| Bitwa o Radom                    | 23.10.2015 | Ziutek          | 1 miejsce |
| Bitwa o Łęczną                   | 04.11.2016 | Toczek          | 1 miejsce |
| Bitwa o Łuków                    | 07.04.2017 | Szyderca        | 2 miejsce |
| Bitwa o Trójmiasto               | 22.04.2017 | Oset            | 2 miejsce |
| Lazzywear Freestyle Battle vol.3 | 26.05.2017 | Mełcin          | 1 miejsce |
| Bitwa o Ciechanów 2              | 17.06.2017 | Dyzio           | 3 miejsce |
| Bitwa o Wolin                    | 29.07.2017 | Spartiak        | 3 miejsce |
| Bitwa o Łęczną v.2               | 08.09.2017 | Jakoff          | 3 miejsce |
| Bitwa o Południe                 | 26.01.2018 | Filipek         | 2 miejsce |
| Bitwa o Kostrzyn                 | 01.09.2018 | Oset            | 2 miejsce |
| Bitwa o Szamotuły                | 26.01.2019 | Oset            | 2 miejsce |
| Bitwa o Południe                 | 10.01.2020 | Kaz             | 2 miejsce |

### Bitwa o Akwarium
Zapisy odbyły się na serwerze Ryby (Freestylowce Ryby) który znajduje się na platformie Discord. W każdej eliminacji ograniczono liczbę uczestników do 8 osób. Osoby biorące udział w każdych eliminacjach zostały wylosowane spośród puli wszystkich zapisanych freestylowców. Celem każdych eliminacji było wyłonienie zwycięzcy, który zajął miejsce w Finale Bitwy o Akwarium.
W przypadku, gdy w puli znajdowali się freestylowcy, którzy już brali udział w eliminacjach oraz freestylowcy, którzy nie brali udziału, w pierwszej kolejności losowani byli Ci, którzy jeszcze nie brali udziału.
W Finale Bitwy o Akwarium który odbył się 19.02.2020r  zmierzyło się 4 zwycięzców eliminacji w formule drabinki. Zwycięzca bitwy w nagrodę otrzymał wybraną przez siebie bluzę od Young Wear. Na miejscu jury zasiedli między innymi osoby: Iwo, Jakonn, MC BLANTY KRĘCĘ.
| Półfinały  | Półfinały |
| ---------- | --------- |
| Gradi      | Mopsik    |
| Tu i Teraz | Peres     |

| Finał  | Finał |
| ------ | ----- |
| Mopsik | Peres |

## Kariera muzyczna
Pierwszym utworem muzycznym Ryby jest ,,Brejk Janek (Street Video)" który został nagrany wraz z Konstruktorem i Jakonnem, aktualnie na platformie YouTube dostępny jest reupload tego utworu. Na początku 2019 roku został wydany kolejny utwór tym razem z Meduzą i Bajorsonem pt. ,,Anty Terror'' prod. Oil Beatz.

## Walki freak show fight

### MMA
W grudniu 2018 roku podpisał kontrakt z polską federacją organizującą gale typu freak show fight – Fame MMA. Swój pierwszy pojedynek odbył 30 marca 2019 roku na gali Fame MMA 3 w łódzkiej Atlas Arenie, gdzie jego przeciwnikiem był także raper oraz freestyler, Filip „Filipek” Marcinek. Ryba wygrał ten pojedynek przez jednogłośną decyzję sędziów.
Drugi pojedynek odbył 6 marca 2021 roku na gali Fame 9, gdzie zmierzy się z Olehem „Olegiem” Riaszeńczewem. Ryba mimo dwóch przegranych rund z Ukraińcem, poddał rywala duszeniem zza pleców w trzeciej odsłonie.
20 listopada 2021 w następnej walce zmierzył się z Kornelem „Koro" Regelem. Podczas gali Fame 12 odnotował pierwszą porażkę w karierze, przegrywając jednogłośną decyzją sędziów. Pierwotnie walka została ogłoszona na poprzedniej gali (11-stej).
| Wynik     | Bilans | Przeciwnik             | Rozstrzygnięcie                | Runda | Czas | Rozgrywki                            | Data       | Miejsce      | Uwagi                         |
| --------- | ------ | ---------------------- | ------------------------------ | ----- | ---- | ------------------------------------ | ---------- | ------------ | ----------------------------- |
| Przegrana | 2-1    | Kornel Regel (0-0)     | Decyzja (jednogłośna)          | 3     | 3:00 | Fame 12: Don Kasjo vs. Polish Zombie | 20.11.2021 | Gdańsk/Sopot | Walka w limicie umownym 75 kg |
| Wygrana   | 2-0    | Oleh Riaszeńczew (0-1) | Poddanie (duszenie zza pleców) | 3     | 0:56 | Fame 9: Let’s Play                   | 06.03.2021 | Łódź         |                               |
| Wygrana   | 1-0    | Filip Marcinek (0-0)   | Decyzja (jednogłośna)          | 3     | 3:00 | Fame 3: IsAmU vs. DeeJayPallaside    | 30.03.2019 | Łódź         | Debiut w MMA                  |